# Skyrace Valmalenco Valposchiavo
La Skyrace Valmalenco Valposchiavo è stata una competizione di skyrunning che si svolgeva tra Italia e Svizzera, ogni anno nella prima domenica di giugno. Faceva parte del calendario dell'International Skyrunning Federation (ISF). L'ultima edizione si è tenuta nel 2013.

## Percorso
La gara partiva da Lanzada (località Pradasc - 982 m), e dopo aver superato il Passo di Campagneda (cima coppi a 2 627 m) si arrivava in Svizzera nella Piazza Comunale di Poschiavo (1014 m).
Il tracciato di gara misurava 31 km con un dislivello complessivo di 1 850 m in salita e di 1 800 m in discesa.
Dal 2011 esisteva anche un percorso più breve, con partenza ed arrivo a Poschiavo per un totale di 16 km e 1 100 m +/-.